# Рашо (Асколи Пичено)
Рашо (итал. Rascio) насеље је у Италији у округу Асколи Пичено, региону Марке.
Према процени из 2011. у насељу је живело 25 становника. Насеље се налази на надморској висини од 756 м.